# Duel sur la 3
Duel sur la 3 est une émission de télévision politique française diffusée du 23 septembre 2007 au 17 février 2008 et présentée par Christine Ockrent.

## Concept
Succédant à France Europe Express (diffusée de 1997 à 2007), Duel sur la 3 proposait chaque semaine un débat entre deux personnalités politiques animé par Christine Ockrent, avec la participation de Jean-Michel Blier (chef du service politique de France 3), Laure-Anne Berrou (Libération) et d'Ilana Moryoussef (France Info).
L'émission était diffusée tous les dimanches de 23 h à 0 h 30 en direct sur la chaîne de télévision France 3 et sur la radio France Info.

## Historique
Créé en 23 septembre 2007, Duel sur la 3 a été déprogrammé par France 3 le 17 février 2008 à la suite de la nomination de Christine Ockrent au poste de directeur général du holding France Monde et à son départ de la chaîne.